# Andrew Airlie
Andrew Airlie (* 18. September 1961 in Glasgow, Schottland) ist ein schottischer Schauspieler. Im deutschsprachigen Raum ist er hauptsächlich durch seine Rolle als Carrick Grey, Christian Greys Adoptivvater in den Filmen Fifty Shades of Grey – Geheimes Verlangen, Fifty Shades of Grey – Gefährliche Liebe und Fifty Shades of Grey – Befreite Lust bekannt. Des Weiteren war er Hauptdarsteller der 20 Folgen umfassenden Fernsehserie The Romeo Section und erlangte internationale Bekanntheit durch die Rolle des Michael Corman in Final Destination 2. Auch war er in mehreren Folgen der US-amerikanischen Fernsehserie Mistresses als Father John zu sehen. Außerdem spielte er in Intruders – Die Eindringlinge Todd Crane und hatte einen neun Folgen umfassenden Handlungsbogen als Stan Lockhart in Cedar Cove – Das Gesetz des Herzens inne. Zudem war er einer der Hauptdarsteller der deutsch-koproduzierten Fernsehserie Defying Gravity – Liebe im Weltall, in welcher er Mike Goss, den Leiter der Bodenstation spielte, der der dritte Überlebende der ursprünglich fünfköpfigen Marsmission war.